# علی هشامی
علی هشامی (زاده سوم اسفند هزار و سیصد و پنجاه و سه) تهیه‌کننده، برنامه‌ساز و کارگردان و تدوین گر برنامه‌های تلویزیونی  است. عمده فعالیت او در زمینه برنامه‌سازی و تهیه‌کنندگی، در شبکه‌های جهانی جام جم و شبکه پنج سیما است. او همچنین تهیه‌کننده و کارگردان برنامه‌های تلویزیونی بسیاری از قبیل «دل‌آرام»، «ما و شما»، «شب شرقی» و «حرفه‌ای‌ها» بوده‌است.